# 迪迦奥特曼：最终圣战
《超人力霸王迪卡：最终聖戰》（日语： 英語：）为2000年圆谷制作公司制作的特摄片《超人力霸王迪卡》的剧场版电影。2000年3月11日于日本索尼影視娛樂發行並在日本上映。广告语为：“光明與黑暗！？3000万年的迪迦之传说，终于完结！！”

## 概要
本劇場版為1996年特攝劇集《超人力霸王迪卡》的正式完結篇，同時也是《超人力霸王帝納》的前傳，時間點則設定在這兩部作品之間的時期，除了補完迪卡在三千萬年前的超古代時期時的真實樣貌『黑暗巨人』的故事，及增加迪卡的3個新型態「黑暗迪卡」、「龍捲風迪卡」、和「爆裂迪卡」之外，圓大梧和柳瀨麗奈之間的感情，在電視版並未明確提及的入麻惠美隊長與尤紗蕾之間的關係，及《帝納》第49話中提到的「F計劃」以及被封印的過程，也在此部作品為更加完整的說明及交代。

### 製作
最初該電影的企劃是在電視劇《超人力霸王蓋亞》之後製作的，原因是圓谷製作的總裁圓谷一夫出席一次由V6擔任主持的廣播節目中，曾稱：「即使在電視連續劇結束後，《迪卡》仍然很受歡迎，然而因主演者長野博檔期難以安排的因素，因此希望能開始構思製作一部以迪卡為主角的電影版本。」為此還特地提交了粉絲的請願書。最終在電影《超時空大決戰》上映前，企劃獲得通過，圓谷方面開始著手進行電影的製作計畫。
根據製片人鈴木清的說法，本次電影版是平成超人力霸王系列中首次並獨立發行的電影，並未有同時放映短片，風格將轉向較為成人化，因為距離電視連續劇完結已經過了3年，因劇則分別由《迪卡》TV版最初的劇本統籌與編劇長谷川圭一和右田昌万編寫。，並且透過將兩人的版本合併在一起而完成腳本《永遠的光》（光よ、永遠に），但最終在鈴木清的提議下，則修改成以失去能力並重獲能力為展開，敵人也被設定成黑暗巨人，因此才形成至今的電影版本，導演則是由村石宏實執導。。
原先電影最後一個場景則是描繪描繪大梧和麗奈的婚禮，但由於影片的長度而被取消，只留下在一開始夢境的場景，另外，在《帝納》扮演綠川舞的山田瑪利亞，當初曾因年齡因素而未計劃出現（綠川舞在本部的時間線為13歲，為國中年齡），但是當山田直接與工作人員交談後，則匆忙拍攝了另外一幕於片中使用。

## 故事概要
距离超人力霸王迪卡消滅邪神卡達諾佐亞并消失已经过去了两年（2012年），此刻大梧即將與麗奈走向婚姻的殿堂。
而這時急於補充戰鬥力的地球和平聯合組織（TPC） 內部中，和平派和主戰派之間的矛盾越來越明顯。並利用迪卡之地殘留下的兩位石像及熊本市發現的超古代巨人石像的碎片，好研究超人力霸王戰士的力量並由人類使用，打擊一切外來的侵略者。
因而派遣探查小组前往位於南太平洋的遠古遺跡「拉萊耶」进行研究，但他们在遗迹中发现的卻是毀滅的超古代城市，以及三千万年前被迪迦击败的三名黑暗巨人。
而苏醒的黑暗巨人，杀死了除入麻队长以外的全部探查队成员，并放出了大量的佐加鳥，試圖將全世界推向滅亡的末日處境，並將大梧、麗奈等人作為他們的目標……。

### 關於超古代文明毀滅的真相
在電影中只有一段片段已模糊式的方式描述三千萬年前發生的事情，在大梧的夢中，那些曾使地球免受怪獸和宇宙人入侵的光之巨人突然發生了權力鬥爭，但最終卻被四大闇之巨人消滅，而超古代文明也一併被摧毀。詳細真相顯露在小冊子如下述。
|  | 三千萬年前的人類已經存在，並發展擁有高度科技的超古代文明，人類因繁榮而建造了宛如烏托邦般的大城市，過著無憂無慮的生活。 然而有天，「黑暗」來了，他們創造了可怕的怪獸令人類恐懼和絕望，此時降臨的是宇宙來的光之巨人，光選擇人類的勇士們與其同化，並變身為巨人戰鬥。並帶給了人們勇氣和希望，打敗了一個又一個的怪獸。在賦予人們力量並重新獲得和平之後，光離開了地球。然而有四名曾和巨人同化的戰士，因隱藏在人類內心深處的黑暗而成為了闇之巨人，並開始摧毀文明，光之巨人開始對抗黑暗巨人，卻在強大的力量面前無能為力，許多巨人和文明城市紛紛倒塌。不過其中一位名為黑暗迪卡（ティガダーク）的黑暗巨人，因幽莎蕾的關係取回了心中的光芒，將其他三位闇之巨人封印於拉萊耶結束了戰爭。然而因為戰爭的代價，超古代文明滅亡了，只有包括迪卡在內的一些巨人得以倖存，它們將希望寄託於未來的人類，將其力量印在人類基因的深處，並長時間沉睡。希望過去發生的悲劇不再重演。 |

此外在電影中登場的超古代戰士，是以現有的超人力霸王皮套（主要為帝納）進行加工的產物，和帝納的角色設定並沒有任何聯繫。

## 登場人物

### 超人力霸王迪卡
電影版的設定中，則規劃迪卡本體實為三千萬年前的真實樣貌『黑暗巨人』的設定，最初是以黑暗迪卡的型態，並與另外三名黑暗巨人卡蜜拉、達拉姆、希特拉四人取得在光之巨人的內戰中勝利。但最後在尤紗蕾的勸說下，擁有迪卡力量的戰士則棄暗投明，在奪走其他三人的力量後，將他們封印在拉萊耶遺跡之中使他們長眠。。

#### 變身器
- 黑暗神光棒（ブラックスパークレンス）

在電影版《最終聖戰》首次登場，是迪卡3000萬年前的戀人卡蜜拉所賜予，外型和神光棒一樣，然而整體顏色為黑色和灰色。
蘊藏著和神光棒相反的「黑暗力量」，使用此變身器會變身為黑暗迪卡（ティガダーク）。

#### 於本作登場的全新型態
- 黑暗迪加（ティガダーク）

電影版《最終聖戰》首次登場，迪加的「黑暗巨人」型態，同時也是其本體在三千萬年前的樣貌。
是超古代时期中實力最强的黑暗巨人，身體部分只有黑銀兩色。
能夠透過黑暗神光棒變身，但在電影版中由於大梧不敢使用黑暗力量以及他自己的光之心，而无法发挥出黑暗迪加的全部力量，
已知技能有黑暗哉佩利敖光线以及可以吸收一切力量的吸收能力，其他未知。
- 飞行速度：2.5马赫
- 奔跑速度：时速900公里
- 水下速度：时速900公里
- 潜地速度：时速800公里
- 跳跃力：400公尺
- 握力：4万吨

- 龍捲風迪加（ティガトルネード）

在電影版《最終聖戰》首次登場，黑暗迪加藉由达拉姆的必杀技極級熾炎所形成的黑暗形态，
拥有与力量形态相同的力量，身体颜色呈现黑银红三种颜色。
- 飞行速度：3马赫
- 奔跑速度：1马赫
- 水中速度：1马赫
- 潜地速度：1马赫
- 跳跃力：450公尺
- 握力：5万吨

- 爆裂迪加（ティガブラスト）

在電影版《最終聖戰》首次登場，龍捲風迪加以吸收希特拉的必杀技精神烈风所形成的黑暗型態。
黑暗迪卡的进化形态，拥有和空中型相同的能力。身体颜色是黒・銀・紅・青紫。
- 飞行速度：7马赫
- 奔跑速度：2马赫
- 水中速度：1马赫
- 潜地速度：1马赫
- 跳跃力：900公尺
- 握力：3万吨

### 卡蜜拉（カミーラ/Camearra）
- 身高：49公尺[13][14][15][16][13][17][14][18][19]
- 体重：39000噸[15][16][13][17][14][18][19]
- 飾演者：芳本美代子（日语：芳本美代子）（人類型態、配音）[20]

別名「愛憎戦士」，本作登場的敵役角色。
是三千萬年前超古代時期就出現在地球的闇之巨人之一，同時也是黑暗迪卡最初的戀人，全身條紋以金色和灰色所構成。
不過由於黑暗迪卡在當時的地球防衛團長尤紗蕾的勸說下棄暗投明，因而被闇之巨人反轉成光之巨人的迪卡奪取力量，最終則被封印在露露耶遺跡長眠。
在本作中，因TPC制定的F計劃派人前往拉萊耶，導致其封印被解除，三人復活並大肆破壞，但尤紗蕾卻利用入麻惠美的身體，在佈下了100年的結界使三人未能衝出露露耶遺跡。
卡蜜拉為了使她曾經愛過的黑暗迪卡復活，因此和兩名夥伴在大梧面前出現，在道出迪卡本體的真相後將黑暗神光棒遞給大梧。
然而和她的意願相反，大梧是懷著正義的心轉變為黑暗迪卡，最終其他兩個巨人被迪卡擊敗，令迪卡逐漸恢復了光的力量後，吸收了拉萊耶遺跡中的黑暗之力和邪神卡達諾佐亞的怨念，轉變成「暗黑魔超獸迪莫傑厄」對付迪卡，然而最後迪卡接受了遺跡超古代戰士的光而再次變成閃耀迪卡，打敗了迪莫傑厄，卡蜜拉也因此被重創。
戰鬥結束後，大梧在遺跡中和奄奄一息的卡蜜拉重逢，卡蜜拉臨死前告知大梧自己最初也對光明有所渴望，最終含笑死去，而拉萊耶遺跡也就此沉入海中。
其必殺技為光鞭，右手產生出長且柔軟的鞭子攻擊敵人，還能綁住敵人的雙臂封鎖其行動，此外右手部分也延伸出藍色光劍，在戰鬥中對敵人使出劈砍、突刺攻擊。
卡蜜拉是丸山浩所設計的第一位女超人戰士，負責劇本的長谷川圭一也曾將卡蜜拉的概念描述為「美麗的敵人」。，在初期脚本「光よ、永遠に」中是一位其巨人像出現在北冰洋而再次復活。

#### 變身器
- 卡蜜拉神光棒（カミーラ スパークレンス）

能使卡蜜拉人間體變身為卡蜜拉所的道具，外形與大梧所使用的神光棒相似。
變身時兩翼部分張開，中央部會發出黑暗閃電，象徵遠古的黑暗力量。

### 達拉姆（ダーラム/Darramb）
- 身高：62公尺[15][16][13][22][14][18][19]
- 体重：68000噸[15][16][13][22][14][18][19]
- 飾演者：松田優（日语：松田優）（人間體、聲優）[20]

別名「剛力戦士」，本作登場的敵役角色。
是三千萬年前超古代時期就出現在地球的闇之巨人之一，同時也是黑暗迪卡過去的摯友，全身條紋以紅色和暗色所構成。
不過由於黑暗迪卡在當時的地球防衛隊隊長尤紗蕾的勸說下棄暗投明，因而被闇之巨人反轉成光之巨人的迪卡奪取力量，最終則被封印在拉萊耶遺跡長眠。
沉默寡言、粗暴。出於本能而考慮先出手攻擊敵人，像野獸瞄準獵物一樣襲擊對方。此外還擁有使地面液化的特殊能力，為了利用對自身有利的地形而將迪卡引到海中，擅長水戰。在過去的闇之巨人時期似乎與黑暗迪卡相處得很好，因此在電影中將稱呼黑暗迪卡以及大悟為「我的朋友（マイフレンド）」。
最終在露露耶遺跡的地底湖和黑暗迪卡戰鬥，由於由大悟變成的迪卡不使用黑暗的力量導致戰鬥力減半而佔上風，但其必殺技極級熾炎的力量後被迪卡吸收，再次被迪卡奪取力量而從黑暗迪卡進化曾龍捲風迪卡後，被迪拉修姆光流擊敗而死亡。
達拉姆是丸山浩所設計，在初稿中嘴部擁有著正常的超人力霸王樣貌，在初期脚本「光よ、永遠に」中是一位黑人和出現在埃及的巨人像一體化而誕生。

### 希特拉（ヒュドラ/Hudra）
- 身高：57公尺[15][16][13][22][14][18][19]
- 体重：52000噸[15][16][13][22][14][18][19]
- 飾演者：婆裟羅天明（日语：婆裟羅天明）（人間體、聲優）[20]

別名「俊敏戦士」，本作登場的敵役角色。
是三千萬年前超古代時期就出現在地球的闇之巨人之一，同時也是黑暗迪卡過去的摯友，全身條紋以紫色和白色所構成。
不過由於黑暗迪卡在當時的地球防衛隊隊長尤紗蕾的勸說下棄暗投明，因而被闇之巨人反轉成光之巨人的迪卡奪取力量，最終則被封印在拉萊耶遺跡長眠。
性格殘忍而且非常冷酷，對於背叛同伴的黑暗迪卡感到無比的憎恨。行動迅速敏捷，飛行能力優秀，擅長空戰，必殺技是右手發射的龍捲風形狀的破壞光線精神烈風，還可將對手拖入自己的領域「夢幻空間（ルマージョン）」，並能完全削弱對手的全方面能力。
最終在黑暗迪卡打敗達拉姆後，在拉萊耶遺跡創造出夢幻空間和龍捲風迪卡戰鬥。因為速度比對手快很多所以佔上風，最後正欲用精神烈風殺死迪卡時，第一發由於入麻惠美引爆了炸彈而被打斷，同時被爆炸氣浪吹跑。第二發的精神烈風卻被龍捲風迪卡吸收而進化爆裂迪卡，再次被迪卡奪取力量，最終被蘭帕爾特光彈擊敗而死亡。
希特拉是丸山浩所設計，在初稿中是以兩棲動物為範本，並以表達身體的線條使全身散發著泥濘的氣氛。，在初期脚本「光よ、永遠に」中是一位白人和出現在秘鲁的巨人像一體化而誕生。

## 演員表

#### 登場演員
GUTS
- 圓大梧 -長野博
- 柳瀨麗奈 - 吉本多香美
- 入麻惠美/尤紗蕾 - 高樹澪（日语：高樹澪）
- 宗方誠一 - 大滝明利（日语：大滝明利）
- 堀井政巳 - 増田由紀夫（日语：増田由紀夫）
- 新城哲生 - 影丸茂樹（日语：影丸茂樹）
- 矢住潤 - 古屋暢一（日语：古屋暢一）

TPC
- 澤井聰一郎 - 川地民夫（日语：川地民夫）
- 新城真由美 - 石橋桂（日语：石橋けい）
- 吉岡徹治 - 岡部健（日语：岡部健）
- 那原真之 - タケ・ウケタ（日语：タケ・ウケタ）
- 八生納判 - 小倉一郎（日语：小倉一郎）
- 南雲副局長- 小西博之（日语：小西博之）
- 研究員 - 右田昌万（日语：右田昌万）、塚田真夕
- 佐伯隊長 - 加納竜（日语：加納竜）

黑暗巨人
- 卡蜜拉 - 芳本美代子（日语：芳本美代子）
- 達拉姆 - 松田優（日语：松田優）
- 希特拉 - 婆裟羅天明（日语：婆裟羅天明）

SUPER GUTS（成立前）
- 飛鳥真 - 鹤野刚士
- 弓村涼 - 齊藤理沙
- 響豪介 - 木之元亮（日语：木之元亮）
- 幸田敏行 - 布川敏和（日语：布川敏和）
- 綠川舞 - 山田瑪利亞
- 狩谷孝平 - 加瀬尊朗（日语：加瀬尊朗）
- 中島努 - 小野寺丈（日语：小野寺丈）

其他演員
- 紅氣球的女孩 - 山内瑛子
- 綠川舞的國中同學  - 田中彩佳（日语：田中彩佳） /太田彩乃（日语：太田彩乃）
- 大梧的伴郎 - 圓谷一夫（日语：円谷一夫）
- 麗奈的伴郎 -  鈴木清
- 岡真志（日语：岡真志）円谷一夫
- 門脇亨（日语：門脇亨）
- 三村幸司（日语：三村幸司）
- 西沢智治（日语：西沢智治）
- 岩田栄慶（日语：岩田栄慶）
- 飯島肇（日语：飯島肇）
- 外島孝一（日语：外島孝一）
- 湯田美由紀（日语：湯田美由紀）
- 冨田昌則（日语：冨田昌則）
- 神父 - スコット・ハーズ
- 等其他

皮套演員
- 超人力霸王迪卡、爆裂迪卡、希特拉  - 権藤俊輔（日语：権藤俊輔）
- 卡蜜拉 - 梛野素子（日语：梛野素子）
- 黑暗迪卡 - 長谷川恵司（日语：長谷川恵司）
- 龍捲風迪卡、達拉姆 - 中村浩二（日语：中村浩二）
- 超古代戰士  - 岡野弘之（日语：岡野弘之） - 松原剛志 -  寺井大介（日语：寺井大介）
- 哥爾贊  - 森英二

## 製作人員
製作：映画ウルトラマンティガ製作委員會

（圓谷製作、萬代、萬代影視、TBS、每日放送、講談社、讀賣廣告社）
- 製作総指揮 - 圓谷一夫（日语：円谷一夫）
- 製作 - 柴崎誠、角田良平、児玉守弘、門川博美、天野彊二郎、桜井五十男
- 企劃 - 滿田穧、小松崎孝一、川城和實、原田俊明、安田公一、小川徹、地田信次郎
- 監修 - 高野宏一
- 製片人- 鈴木清
- 製作人 - 佐藤明宏、河野聡、平野隆、丸谷嘉彦、水尾芳正、石川清司
- 音樂製作人 - 玉川静
- 音樂 - 矢野立美
- 編劇 - 長谷川圭一
- 撮影 - 大岡新一
- 美術 - 松原裕志
- 照明 - 高野和男
- 録音 - 浦田和治
- 操演 - 根岸泉
- 助監督 - 高野敏幸
- 殺陣 - 車邦秀
- 編集 - 松木朗
- 場記 - 山内薫
- 製作擔當 - 中井光夫
- 製作協力製作人ー - 小山信行
- 企劃協力 - 諸冨洋史、笈田雅人
- 編劇協力 - 右田昌萬
- 背景 - 島倉二千六
- 監督助手 - 石川整、菊地雄一、岡秀樹
- 美術副工作人員 - 三池敏夫、稲付正人、春日佳行
- CG製作人 - 松野美茂
- 視覺效果協調員 - 八木毅
- 音響 - 伊藤克巳
- 角色設計 - 丸山浩
- 分鏡版 - 橋爪謙始
- 拋桿 - 安藤実
- 助理製作人 - 渋谷浩康
- 監督・特技監督 - 村石宏實
- 配給 - 索尼影視娛樂
- 預告旁白 - 真地勇志

## 主题歌
- 片頭曲：「Brave Love, TIGA」

- 製作人：岸谷五朗（片中字幕未標記）
- 作詞：中野
- 作曲：和佐田
- 編曲：福田裕彦
- 演唱：地球防衛団（エアーズ）

- 片尾曲：「TAKE ME HIGHER」

- 作詞・作曲：Jennifer Batten、Alberto Emilio Contini、Giancarlo Pasquini、日語作詞：鈴木計美（播出時字幕為「作詞：鈴木計見、作曲：PASQUINI-BATTEN-CONTINI」）
- 編曲：星野靖彦
- 演唱：V6（avex trax）